# Circonscription de Gemeja Bet
 (septembre 2024).
La circonscription de Gemeja Bet est une des 135 circonscriptions législatives de l'État fédéré Amhara, elle se situe dans la Zone Agew Awi. Sa représentante actuelle est Emye Bitew Desta.